# Гангутская улица
Гангу́тская у́лица — улица в Центральном районе Санкт-Петербурга. Проходит от набережной реки Фонтанки до Гагаринской улицы.

## Расположение
Улица граничит или пересекает следующие набережную, переулок и улицу:
- набережная реки Фонтанки
- Соляной переулок
- Гагаринская улица

## История
- Первоначально — улица бывшего Пустого рынка. Название дано в 1798 году по Пустому рынку (дом 3, не сохранился).
- С 1804 по 1828 год — Рыношный переулок.
- С 1822 по 1844 год — Рыночный переулок.
- С 1828 года — Рыношная улица.
- С 1836 по 31 июля 1950 года — Рыночная улица.
- Современное название дано 31 июля 1950 года по полуострову Гангут в память о победе русского морского флота над шведским флотом в 1714 году и в честь защитников полуострова в Великую Отечественную войну.

## Примечательные объекты
- Дом 10 — доходный дом инженера А. М. Невинского, 1910, построен по собственному проекту владельца.  7831866000
- Дом 16 — доходный дом акционерного общества «Строитель», 1910, архитектор В. В. Шауб.  7831868000 В 1910-е годы в доме жили поэт Михаил Кузмин и художник Сергей Судейкин[2]
- Сад Даниила Гранина между Гангутской улицей и Соляным переулком.